# Bâtiment de l'Administration du district à Vranje
Le bâtiment de l'administration du district à Vranje (en serbe cyrillique : Зграда старог начелства у Врању ; en serbe latin : Zgrada starog načelstva u Vranju) se trouve à Vranje, dans le district de Pčinja, en Serbie. Il est inscrit sur la liste des monuments culturels de grande importance de la république de Serbie (identifiant no SK 863),,.

## Présentation

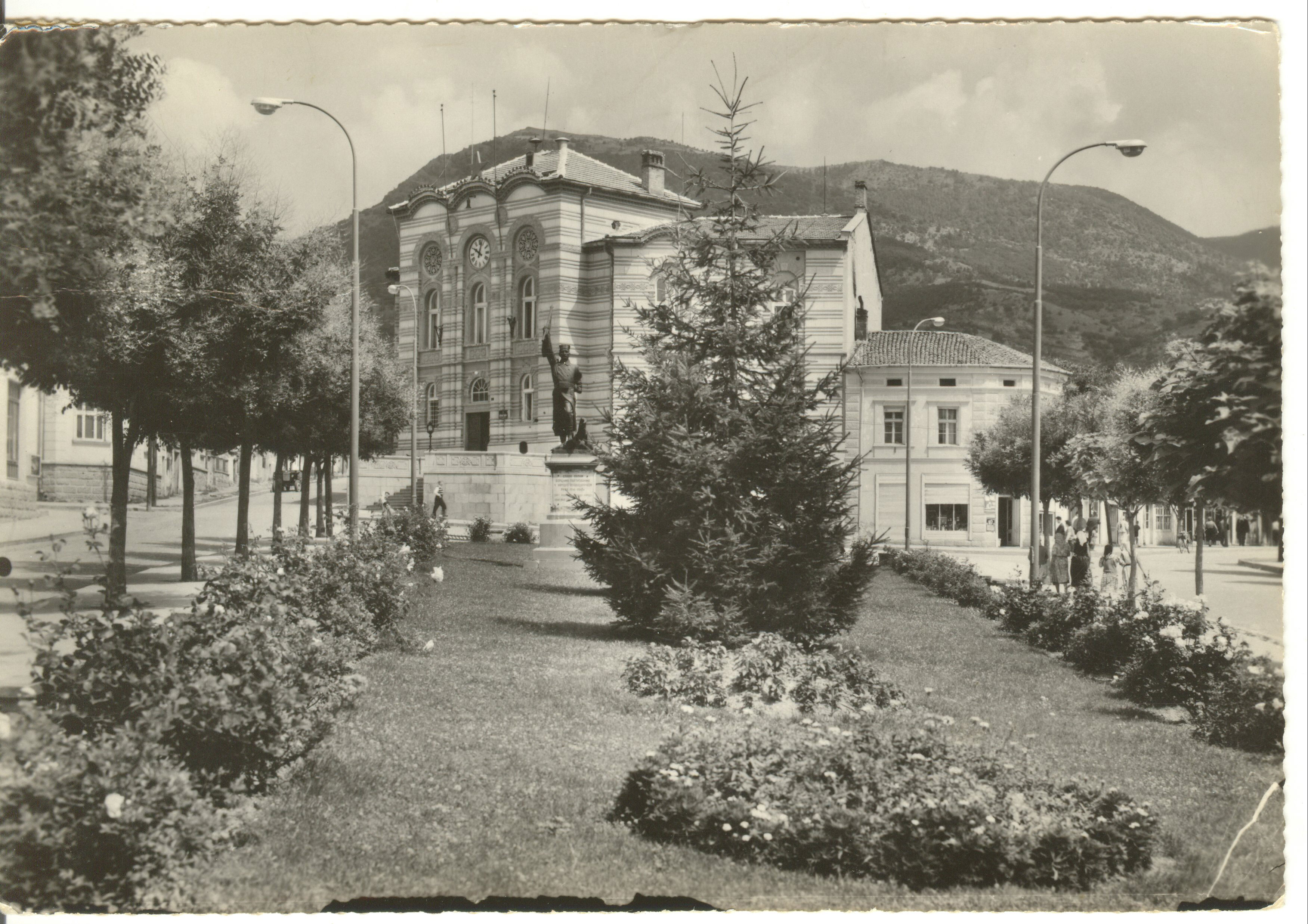
Vue du bâtiment sur une carte postale du début du XXe siècle.

Le bâtiment a été construit en 1908 selon un projet de l'architecte Petar Popović (1873-1945) pour les besoins de l'administration du district de Vranje,.
Sa position angulaire a conditionné son plan asymétrique,. L'avancée d'angle, monumentale, avec une entrée principale surélevée, est particulièrement mise en valeur,. L'édifice est constitué d'un sous-sol, d'un rez-de-chaussée et d'un étage,.
Dans le traitement décoratif et plastique des façades reprend les motifs dominants de l'école moravienne, avec une alternance polychrome de bandes en mortier et de rangées de briques, des rosaces, des fenêtres cintrées, des bandes de terre cuite, des demi-colonnes, des corniches et des entrelacs.
L'espace intérieur est fonctionnel,. Dans la partie centrale se trouve le hall d'entrée avec un escalier monumental qui mène à une salle de réception située au premier étage ; les couloirs latéraux conduisent à des bureaux,. La décoration intérieure est inspirée par le Moyen Âge serbe, ; en particulier, les peintres Paja Jovanović (1859-1957) et Uroš Predić (1857-1953) ont réalisé des scènes empruntées à l'histoire de la Serbie,.
Des travaux de conservation ont été réalisés, qui se sont achevés en 1997.